# 云龙山
云龙山，位于中国江苏省徐州市南郊，因山有云气，而有蜿蜒似龙而得名。云龙山山体由相连的九个山峰组成，呈东北—西南走向，长约3千米。
云龙山最高峰海拔143米，第一节高度为103.5米。北魏以来的名胜古迹几乎都集中在这一节山上下。早在北宋时期，云龙山就成了著名的游览胜地。大文豪苏轼出任徐州知州时，经常与宾客寮吏登临。
云龙山有很多名胜古迹,如北魏时期人工开凿的大石佛，唐宋时期开凿的摩崖石刻，北宋年间张山人故址，晋商创建的山西会馆，雍正年间徐州知府李根云创建的云龙书院，光绪年间徐州知府田庚倡建的船厅等历史文化古迹，还有民国时期建造的碑廊、御碑亭等。东山腰有一北魏时期的古寺，名曰“兴化寺”，山巅是北宋张天骥的故址，其中有放鹤亭、招鹤亭、饮鹤泉等古迹。西山腰为清朝康熙年间建造的大士岩、五十三参、半山亭。山西侧黄茅冈有苏轼当年醉卧的石床。
然而，由于徐州历史上久经战乱，许多珍贵的历史文化遗产遭到惨重破坏。解放初期，徐州百废待兴，人民政府对云龙山重要古迹进行了维修整理。二十世纪六十年代后期，掀起了文化大革命，云龙山又一次遭到浩劫，许多重要文物古迹惨遭破坏，大石佛被毁，密布大佛两侧崖壁上的小佛雕无一幸存，许多珍贵的石碑被人为破坏，变得面目全非。至二十世纪八、九十年代，在政府财政及社会资金支持下，云龙山上大部分古迹逐步得到修复。在修旧的同时，又先后增建了幽邃轩、洞天小庐、云龙山北大门、跨云阁、观景台、杏花村、西大门、鹤归亭及同心台等一批新景观，部分复建了张山人草堂、云龙书院等古迹。2004年实施了云龙山显山露水工程，2012年实施了云龙山敞园改造工程。

## 图集

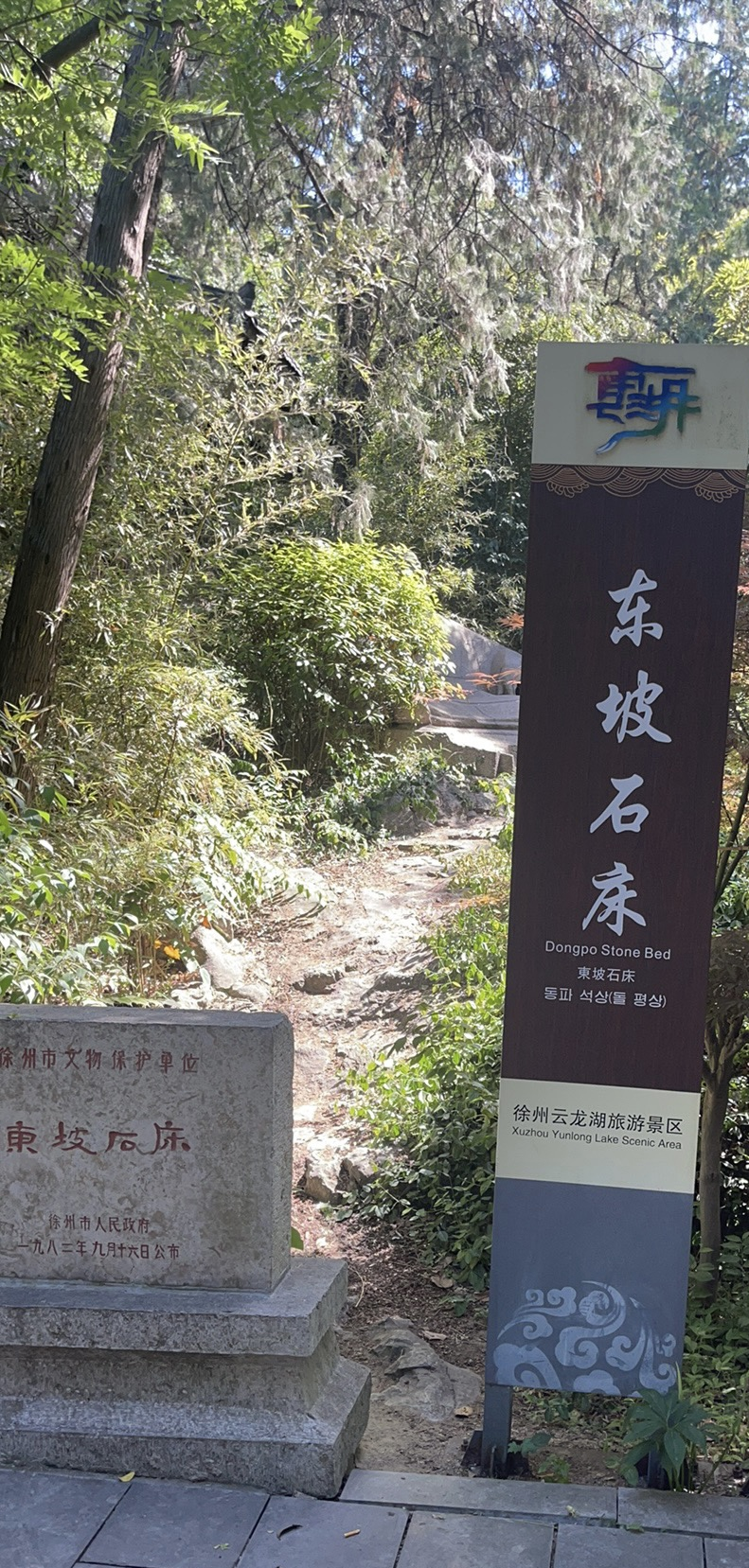
苏东坡醉卧的石床

## 外部連結
[在维基数据编辑]
 《欽定古今圖書集成·方輿彙編·山川典·雲龍山部》，出自陈梦雷《古今圖書集成》
徐州园林网：云龙山介绍